# 橫川站 (群馬縣)
橫川站（日语：／ Yokokawa eki */?）是位於日本群馬縣安中市松井田町的東日本旅客鐵道（JR東日本）信越本線鐵路車站。
此站至輕井澤車站間的信越本線路段為坡度千分之66的陡坡，因此往輕井澤方向的各列車會停靠此站加掛輔助機車。在車站旁邊因此設有橫川機關區（機務段）。1997年10月，長野新幹線通車，信越本線橫川至輕井澤間路段停駛廢線，由JR巴士關東開行巴士取代。

## 車站結構
對向式月台2面2線的地面車站，設有一條中線。

### 月台配置
| 月台 | 路線      | 方向 | 目的地               |
| ---- | --------- | ---- | -------------------- |
| 1、3 | ■信越本線 | 上行 | 磯部、安中、高崎方向 |

（來源：JR東日本:車站構內圖 （页面存档备份，存于））

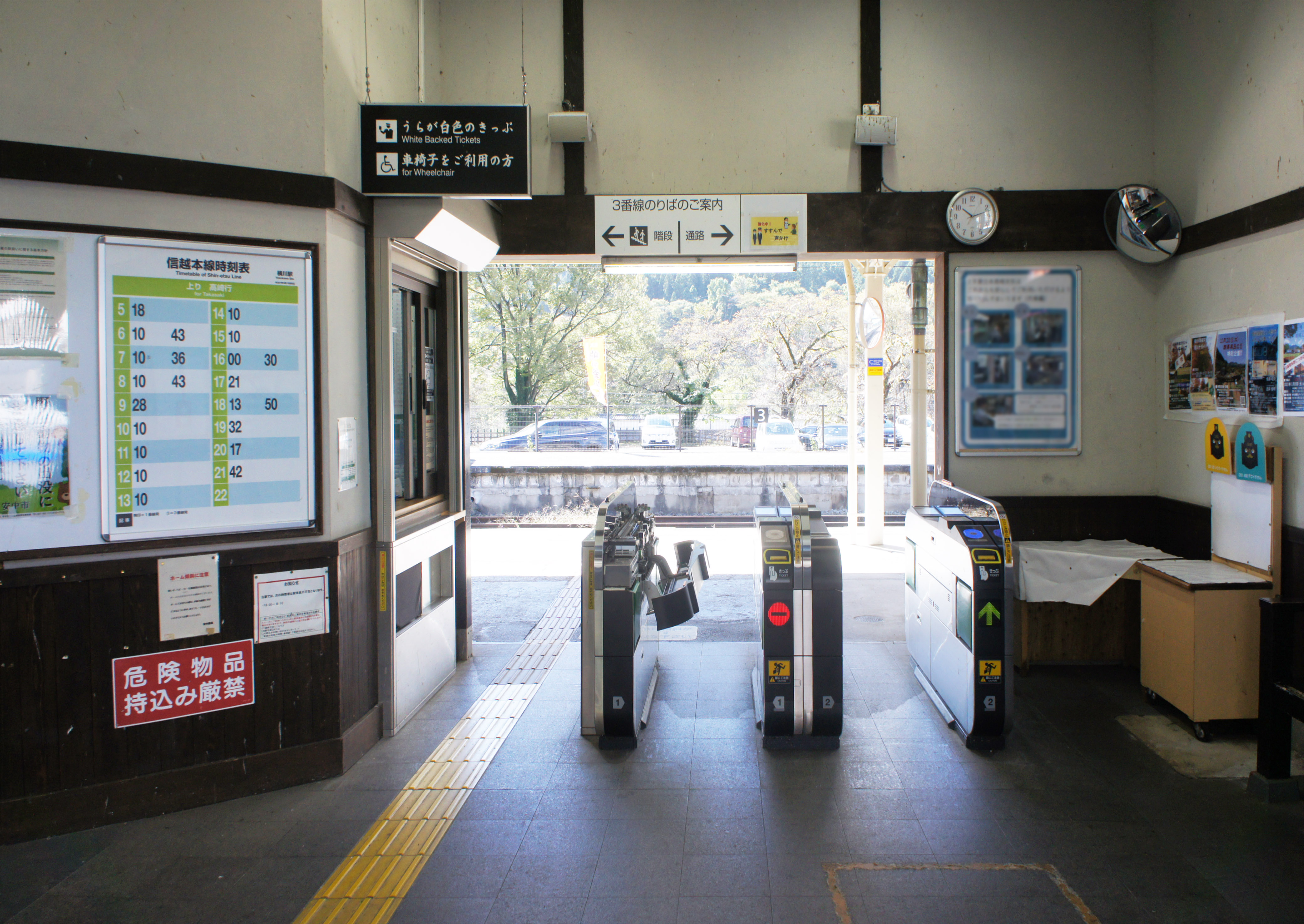
閘口（2021年10月）
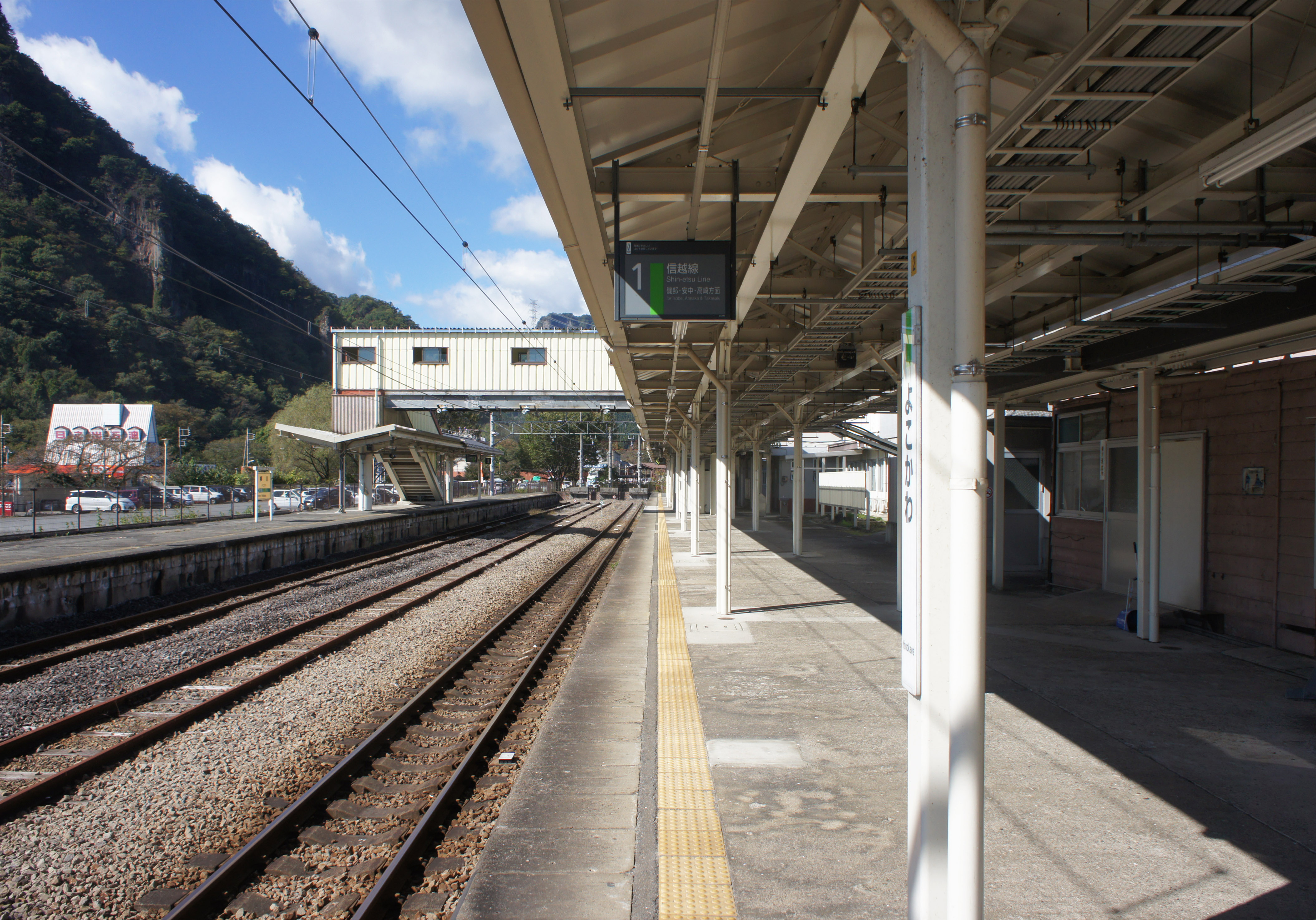
月台（2021年10月）

## 使用情況
根據JR東日本，2019年（令和元年）度1日平均上車人次為208人。此站是JR東日本管內在來線設有自動閘機車站當中最少的。
近年的推移如下表。
| 上車人次推移       | 上車人次推移     | 上車人次推移    |
| 年度               | 1日平均 上車人次 | 來源            |
| ------------------ | ---------------- | --------------- |
| 2000年（平成12年） | 382              | [ 利用客数 2 ]  |
| 2001年（平成13年） | 344              | [ 利用客数 3 ]  |
| 2002年（平成14年） | 337              | [ 利用客数 4 ]  |
| 2003年（平成15年） | 317              | [ 利用客数 5 ]  |
| 2004年（平成16年） | 305              | [ 利用客数 6 ]  |
| 2005年（平成17年） | 314              | [ 利用客数 7 ]  |
| 2006年（平成18年） | 298              | [ 利用客数 8 ]  |
| 2007年（平成19年） | 316              | [ 利用客数 9 ]  |
| 2008年（平成20年） | 313              | [ 利用客数 10 ] |
| 2009年（平成21年） | 278              | [ 利用客数 11 ] |
| 2010年（平成22年） | 269              | [ 利用客数 12 ] |
| 2011年（平成23年） | 269              | [ 利用客数 13 ] |
| 2012年（平成24年） | 265              | [ 利用客数 14 ] |
| 2013年（平成25年） | 244              | [ 利用客数 15 ] |
| 2014年（平成26年） | 229              | [ 利用客数 16 ] |
| 2015年（平成27年） | 236              | [ 利用客数 17 ] |
| 2016年（平成28年） | 222              | [ 利用客数 18 ] |
| 2017年（平成29年） | 217              | [ 利用客数 19 ] |
| 2018年（平成30年） | 211              | [ 利用客数 20 ] |
| 2019年（令和元年） | 208              | [ 利用客数 21 ] |

## 車站周邊
- 横川邮政局
- 碓冰岭铁道文化村（橫川運轉區）
- 荻野屋

## 歷史
- 1885年（明治18年）10月15日：開業。
- 1987年（昭和62年）4月1日：国铁分割民营化，成为东日本旅客铁道的一个车站。
- 1997年（平成9年）10月1日：長野新幹線通車，本站至輕井澤車站間路段廢止，改由JR巴士關東開行公車。
- 2009年（平成21年）3月14日：Suica开始在本站使用。

## 相鄰車站
東日本旅客鐵道
■信越本線
西松井田－橫川

### 曾經存在的路線
東日本旅客鐵道
信越本線（廢除路段）
橫川－（丸山信號場）－（熊之平信號場）－（矢崎信號場）－輕井澤

### 使用情況
1. ↑  . 東日本旅客鉄道.   [2019-07-09]. （原始内容存档于2019-07-05）.
2. ↑  . 東日本旅客鉄道.   [2019-03-24]. （原始内容存档于2019-04-02）.
3. ↑  . 東日本旅客鉄道.   [2019-03-24]. （原始内容存档于2019-02-22）.
4. ↑  . 東日本旅客鉄道.   [2019-03-24]. （原始内容存档于2019-04-02）.
5. ↑  . 東日本旅客鉄道.   [2019-03-24]. （原始内容存档于2019-03-27）.
6. ↑  . 東日本旅客鉄道.   [2019-03-24]. （原始内容存档于2019-02-23）.
7. ↑  . 東日本旅客鉄道.   [2019-03-24]. （原始内容存档于2019-04-02）.
8. ↑  . 東日本旅客鉄道.   [2019-03-24]. （原始内容存档于2019-04-02）.
9. ↑  . 東日本旅客鉄道.   [2019-03-24]. （原始内容存档于2019-04-02）.
10. ↑  . 東日本旅客鉄道.   [2019-03-24]. （原始内容存档于2019-02-22）.
11. ↑  . 東日本旅客鉄道.   [2019-03-24]. （原始内容存档于2019-04-02）.
12. ↑  . 東日本旅客鉄道.   [2019-03-24]. （原始内容存档于2019-04-02）.
13. ↑  . 東日本旅客鉄道.   [2019-03-24]. （原始内容存档于2019-04-02）.
14. ↑  . 東日本旅客鉄道.   [2019-03-24]. （原始内容存档于2019-03-27）.
15. ↑  . 東日本旅客鉄道.   [2019-03-24]. （原始内容存档于2019-03-06）.
16. ↑  . 東日本旅客鉄道.   [2019-03-24]. （原始内容存档于2019-03-06）.
17. ↑  . 東日本旅客鉄道.   [2019-03-24]. （原始内容存档于2019-03-23）.
18. ↑  . 東日本旅客鉄道.   [2019-03-24]. （原始内容存档于2019-02-14）.
19. ↑  . 東日本旅客鉄道.   [2019-03-24]. （原始内容存档于2019-03-25）.
20. ↑  . 東日本旅客鉄道.   [2019-07-09]. （原始内容存档于2019-07-05）.
21. ↑  . 東日本旅客鉄道.   [2020-07-12]. （原始内容存档于2020-07-10）.

## 外部連結
- 車站資訊（横川）：東日本旅客鐵道